# Terriglobia
Terriglobia es una clase de bacterias gramnegativas del filo Acidobacteriota. Fue descrita en el año 2022.Contiene bacterias aerobias y anaerobias, de movilidad variable y en general mesófilas y ligeramente acidófilas. Se encuentran en suelos húmedos, pantanosos, áridos y aguas ácidas. 

## Taxonomía
Actualmente contiene dos órdenes, dos familias y 16 géneros:
- Orden Bryobacterales, familia Bryobacteraceae:
  - Bryobacter
  - Paludibaculum
- Orden Terriglobales, familia Acidobacteriaceae:
  - Acidicapsa
  - Acidipila
  - Acidisarcina
  - Acidobacterium
  - Alloacidobacterium
  - Bryocella
  - Edaphobacter
  - Granulicella
  - Occallatibacter
  - Paracidobacterium
  - Silvibacterium
  - Telmatobacter
  - Terracidiphilus
  - Terriglobus